# ヤブユム
ヤブユム（チベット語: Yab-yum、逐語的には「父上-母上」）は、インド、ブータン、ネパール、チベットの仏教美術においてよく見られる、男性尊格が配偶者と性的に結合した状を描いたシンボルである。男女両尊、父母仏、男女合体尊。歓喜仏とも呼ばれているが、名称や像容の似る歓喜天（聖天）としばしば混同される。
男性尊格が蓮華座にて座し、伴侶がその腿に腰かける座位の構図が一般的である。この交合の表現をもって空性の智慧（女性原理、自利）と慈悲の方便（男性原理、利他）との一致を体現した仏陀の境地＝大楽を表している。

## 概要
ヤブユムは無上瑜伽タントラと象徴主義が結びついたものであり、男性像は「慈悲」 (karuṇā カルナー) を与える男性原理である「方便」 (upāya ウパーヤ) 、そしてその伴侶は女性原理である「般若」 (prajñā プラジュニャー) と結びつけられる。
方便と般若（智慧）の象徴的交合は、特にチベットのタントラ仏教における中心的な教えである。この交合は、実践者その人の身体における神秘的な体験として実現される。
チベット仏教では、同じ思想をガンター（金剛鈴）とドルジェ（金剛杵）にみることができる。この2つはヤブユムと同様に、仏陀の体現する悟りの二側面を象徴化するためにある。また、この形象はしばしば彫刻やレリーフ、タンカ（掛け軸の一種）の題材となる。

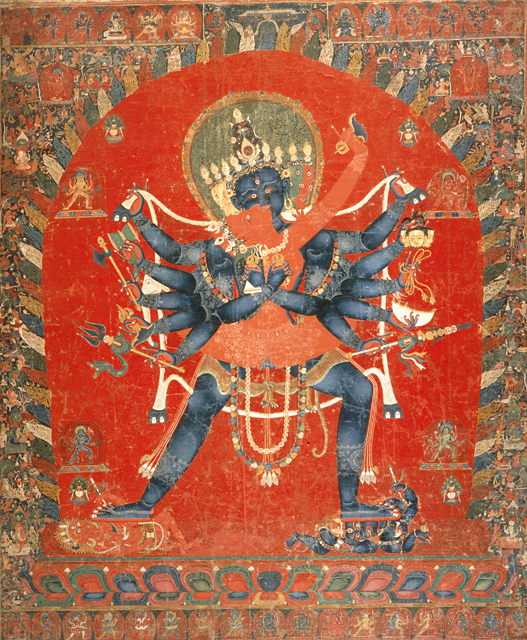
チャクラサンヴァラとヴァジュラヴァーラーヒー

### 成就法
かつてヤブユムを主尊に据えた修行法（成就法）としては、主に在家行者達の間では身体を持ったパートナーと行うタントラ的なヨーガという一面があった。女性パートナーは印女（ムドラー）と呼ばれ、「羯磨印」（カルマムドラー）は肉体をもった実際の女性パートナー、「智印」（ジュニャーナムドラー）は実際の女性を伴わない観想上のそれを指した。ただしゲルク派を興したツォンカパは性ヨーガの実践による仏教信仰の頽廃を強く戒めて禁じ、それが現実に行われる事は事実上無くなった。実際の正統な成就法においては本尊ヨーガ（本尊の境地をイメージし追体験する）を修しつつティクレ・ビンドゥ・ツァ・ルンといった肉体の微細要素を瞑想して自身の心相続を変容させていくという内容であり、パートナーを伴うような要素は存在しない。